# 小島幸子
小島幸子（日语：／ Kojima Sachiko，1979年1月18日—），婚後改名為安江幸子，並使用舊名為藝名，日本女性配音員，聲優團體Chiffons的成員。出身於千葉市，畢業於日本藝術高等學園，目前隸屬於Mausu Promotion事務所。

## 經歷
- 小時候是兒童演員，隸屬於劇團日本兒童。
- 本來是外語配音員，像是克莉絲汀·蕾茜（Christina Ricci）、安娜·派昆（Anna Paquin）、米娜·蘇瓦莉（Mena Suvari）的日語配音，不過最近對動畫配音的工作多了起來。
- 經常擔任很有精神的少女。
- 與冰上恭子、増田ゆき組成聲優團體Chiffons。

## 軼事
- 本身宣稱有170公分高，在女性配音員的領域裡算是高的。
- 完全不碰電腦，對於自身的網站的更新都是由事務所的同事告知。也因此沒有自己維護獨立的網站或是網誌。
- 為了做情人節巧克力，在冰上恭子家裡用微波爐加熱食用油結果爆炸。
- 2008年與Glovision的演出家安江誠結婚。[1]

## 演出作品

### 跨媒體製作
- 銀河天使系列（クレータ）
- 櫻花大戰系列（美露·尼桑）

### 電視動畫
1998年
1999年
- 星際牛仔（天使）
- 女惡魔人（今日子）
- 名偵探柯南（武田繪未）

2001年
- 刃牙（松本梢江）
- 再造人009 THE CYBORG SOLDIER（ナタリー）
- 名偵探柯南（燕秋夫）

2002年
- 最終兵器少女（ゆかり）
- 東京地底奇兵（ヘキサ）
- 東京喵喵（山田月子）
- 浮遊泉大冒險（カミュール）

2003年
- 五九戰記（カリン・クラマ）
- 陽光伴我行（はなこ）
- 坦克王（クレールダン）

2004年
- 銀河鐵道物語（ティナ）
- 最遊記RELOAD GUNLOCK（坤）
- 火影忍者（大蛇丸（少年））
- 魔法少女隊（阿麗斯）

2005年
2006年
- 犬神！（蛇女）
- 死亡代理人（リアル・メイヤー）
- 陰守忍者（真雙津椿）
- 高機動交響曲（田上由加里）
- 銀河鐵道物語 〜永遠的分岐點〜（クローマリア）
- （陳麗君）
- 貓狗寵物街 (第三輯)（スリーバッドガールズ）
- Hi Hi Puffy AmiYumi（Yumi）
- 落語天女（飛鳥山雅）
- RAY THE ANIMATION（ブルーソックス）
- 檸檬天使計畫（識名螢子）

2007年
- 風之少女艾蜜莉（伊爾絲·柏恩里）
- 機神大戰（聖緋紗子）
- 結界師（藍緋）
- 古代王者 恐龍王（メアリー）
- 麵包超人（えんぴつぼうや）
- 電腦線圈（文惠）
- BAMBOO BLADE（桑原鞘子）
- 神奇寶貝鑽石&珍珠（オトネ）
- 地球防衛少年（笛吹之妻）

2008年
- 瘋狂夏令營（パッツィ）
- 野良耳2（マクダーナル）
- 發現、體驗、最喜歡！巧虎（マーくん）
- 十字架與吸血鬼（青野響子）
- 十字架與吸血鬼 CAPU2（青野響子）

2009年
- 青花（花繪）
- VIPER'S CREED（マイカ）

2012年
- 在那個夏天等待（柑菜的母親）
- AKB0048（南野美果子）
- 櫻花莊的寵物女孩（南西）
- PSYCHO-PASS（島津千香）
- JoJo的奇妙冒險（絲吉Q）

2013年
- 海螺小姐（櫻井桃子）
- AKB0048 Next Stage（南野美果子）
- 惡魔高校D×D NEW（一誠的母親）

2014年
- Happiness Charge 光之美少女！（增子美代）
- JoJo的奇妙冒險（絲吉Q）

2015年
- 惡魔高校D×D BorN（一誠的母親）
- 女武神驅動 -美人魚-（A）

2016年
- 卡片鬥爭!! 先導者G 超越之門篇（守山大輝）
- Active Raid－機動強襲室第八課－（都知事的秘書）
- 風之又三郎（母）
- 齊木楠雄的災難（透視☆魅希呼）

2017年
- 哆啦A夢（看守螞蟻）
- 亞人醬有話要說（小鳥遊綠）
- 有頂天家族2（女鬼）
- 小金剛起源（老婆婆）

2018年
- 按鍵發明 PIKACHIN-KIT（勘九郎）
- 罪人與龍共舞（潔諾維雅）
- 奇奇冒險日記 第4期（エミ）
- 甜心戰士 Universe（毒蛇黑豹）
- 天狼 Sirius the Jaeger（華田家保姆）
- 我讓最想被擁抱的男人給威脅了。（花房絹江）

2019年
- 同居人是貓（秋元奈津子）
- Endro～！（雌鯖魚人）
- Star☆Twinkle 光之美少女（星奈輝美、劫掠者、白羊座的公主、老婆婆）
- 偶像學園Friends！〜閃耀的寶石〜（艾拉、老婆婆、老人）
- 魔法水果籃（老闆娘）
- 碧藍幻想 The Animation Season 2（殭屍村人〈妻〉、殭屍村人）

2020年
- 寶石商人理察的謎鑑定（凱瑟琳）
- 阿薩里爾 未來的民間故事（萊恩）
- 魔王學院的不適任者～史上最強的魔王始祖，轉生就讀子孫們的學校～（貓頭鷹）
- 噴嚏大魔王2020年版（我理田）
- 半妖的夜叉姬（女禍）

2021年
- BACK ARROW（魁〈兒時〉）
- 三角窗外是黑夜（非浦的母親）

2023年
- 轉生公主與天才千金的魔法革命（謝爾菲娜·梅斯·帕雷提亞）

2024年
- 妻子變成小學生。（白石千嘉[2]）
- 阿薩里爾2 未來的民間故事（萊恩[3]）

### OVA
- GUNDAM EVOLVE../6（プレア・レヴェリー）
- （理惠）
- 帝都物語（少女）
- 魔法少女隊 THE ADVENTURE（阿麗斯）

### 動畫電影
- 兒時的點點滴滴
- 火影忍者劇場版：大激突！夢幻的地底遺跡（カミラ）

2016年
- 劇場版 聲之形（島田一旗〈小學時期〉）

### 遊戲
- Apex英雄 （レイス） （惡靈）
- AZEL -PANZER DRAGOON RPG-（フェイ）
- イースI・IIエターナルストーリー（マリア）
- 高機動交響曲 青之章～將信送到光之海～（田上由加里）
- 機動戰士GUNDAM SEED DESTINY GENERATION of C.E.（プレア・レヴェリー）
- 櫻花大戰3 ～巴黎在燃燒嗎～（美露·尼桑）
- 櫻花大戰4 ～戀愛吧少女～（美露·尼桑）
- 櫻花大戰物語 ～神秘的巴里～（美露·尼桑）
- 侍道3（蘭姫）
- 超級機器人大戰系列
  - 超級機器人大戰α for Dreamcast（リエ・アカツキ）
  - 第2次超級機械人大戰Z 破界篇（瑪魯古莉特‧皮斯提魯）
  - 第2次超級機械人大戰Z 再世篇（瑪魯古莉特‧皮斯提魯）
- 劍魂傳奇（多喜）
- 劍魂IV（多喜）
- DISCIPLINE ～The record of a Crusade～（森本レオナ）
- 玉繭物語（ラー）

### 外語配音
- 克莉絲汀·蕾茜（Christina Ricci）
  - 斷頭谷（1999年電影）
  - 冰風暴（1997年電影）
  - 鬼馬小精靈（1995年電影）
  - 酷貓妙探（1997年電影）
  - NO VACANCY（1999年電影）
  - 實習醫生
- 安娜·派昆（Anna Paquin）
  - X战警系列（羅剎）
- 米娜·蘇瓦莉（Mena Suvari）
- 瑞秋·萊·寇克（Rachael Leigh Cook）
- 莉莉·索碧斯基（Leelee Sobieski）
- 凱蒂·荷姆斯（Katie Holmes）
- 亞曼達·拜恩斯（Amanda Laura Bynes）

### 廣播
- （第3、4、22、23回來賓）

### 廣播劇
- （NHK-FM，1995年）

### CD
- Higher&Deeper
- Snow Train
- BAMBOO BLADE O.S.T.（桑原鞘子） ※角色曲「ONLY TRACK」収録

### 專輯CD
- 資本主義
- Parler Chiffons
- 日和見主義

### 廣播劇CD
- 白色猎人 Wish A Dream Collection III THE ORCHID under THE SUN 太陽之蘭（亞由美）
- BAMBOO BLADE 廣播劇CD 紅盤 / 白盤（桑原鞘子）

### 其他
- Chiffons
- WEBTV m-serve style Vol.55（客串演出）

## 關聯條目
- 冰上恭子
- 増田ゆき
- Chiffons